# Mahir Guven
Œuvres principales
Grand frère (2017)
Mahir Guven (pron. [ɡyˈvɛn]) est un écrivain et éditeur franco-turc né à Nantes en 1986.

## Biographie
Mahir Guven est né apatride, fils d'une mère turque et d'un père kurde réfugiés en France. Turc depuis l'âge de neuf ans, Français depuis l'âge de dix ans, il grandit à Saint-Sébastien-sur-Loire, une banlieue pavillonnaire au sud-est de Nantes, notamment auprès de sa grand-mère. Il a une sœur ingénieure nucléaire.
Après un bac d'économie, il poursuit des études de gestion, de droit et d'économie à l'université d'Angers, puis à Paris à la Sorbonne et à Paris-Sud et obtient un master Comptabilité, contrôle et audit (CCA).
De 2010 à 2014, il travaille comme auditeur et consultant, notamment dans le domaine financier, au sein du grand cabinet de conseil international Ernst & Young.
De l’âge de quatorze ans jusqu’à la fin de ses études, il a exercé divers emplois étudiants pour financer sa scolarité : ramasseur de muguet, laveur de carreaux, agent d’entretien, comptable, enseignant, téléconseiller au sein d'une société d'assurances, vendeur à la FNAC. En 2013, pour la 100e édition du Tour de France cycliste, il parcourt à vélo les 3 400 km du tracé de la course, un jour avant les professionnels,, et rencontre à cette occasion Éric Fottorino, organisateur du Tour de Fête.
En janvier 2014, il rejoint Éric Fottorino, Natalie Thiriez et Laurent Greilsamer pour lancer le journal Le 1. Il en devient le directeur exécutif en septembre 2016, chargé du développement, de la diffusion et des finances. Quatre ans après son lancement, le journal est installé dans le paysage médiatique français, avec plus de 20 000 abonnés et 35 000 acheteurs par semaine, dans un secteur toujours en crise.
En octobre 2017, il publie son premier roman, Grand frère. Roman psychologique, il raconte l'histoire de deux frères d'une trentaine d'années ayant grandi en banlieue parisienne. Le premier, Grand frère, est chauffeur Uber. L'autre, Petit frère, est infirmier, il a disparu sans donner de nouvelles, et tout porte à croire qu'il est parti en Syrie. Un soir, trois ans après sa disparition, Grand frère pense l'apercevoir descendre d'un bus, et se demande s'il est rentré et, le cas échéant, pourquoi. Le roman est alors salué par la critique et est récompensé de plusieurs prix littéraires (Le Figaro, Lire, L'Express, Ouest-France, Le soir, L'Avenir, La Libre, Paris Match, France TV-Culture box) pour la thématique, le rythme du récit, le style proche du langage parlé par la jeunesse des quartiers populaires. Il est retenu dans la sélection du prix Médicis et est finaliste. En février 2018, il remporte le prix Première de la RTBF. En avril 2018, il remporte le prix Régine-Deforges. Le lendemain, il est sélectionné pour le prix Goncourt du premier roman. Il remporte ce prix le 4 mai 2018. Le livre a été traduit dans quinze langues.
En avril 2018, il quitte l'hebdomadaire Le 1 pour se consacrer à des projets personnels et s'installe à Hambourg en Allemagne.
En septembre 2019, il rentre en France et rejoint les éditions Jean-Claude Lattès en qualité de directeur littéraire ; il fonde à cette occasion La Grenade, un label d'édition dédié aux nouvelles voix et aux premiers romans. Il apparaît lui-même, aux côtés des primo-romanciers et primo-romancières de sa sélection, comme le personnage principal et narrateur de la vidéo de lancement de La Grenade, sous forme de bande-annonce, filmée aux bureaux parisiens de la rue Jacob des éditions Jean-Claude Lattès. Le label est lancé en mars 2020 avec la publication des romans Et je veux le monde de Marc Cheb Sun et Saccharoses de Samir.
Il collabore à la revue America, lancée en 2017 par Éric Fottorino et François Busnel, trimestriel français consacré aux États-Unis pendant la durée du mandat de Donald Trump.
Le lancement de sa collection s'avérant concomitant avec le confinement généralisé ordonné par le gouvernement français en raison de l'épidémie de coronavirus qui frappe le monde en 2020, Mahir Guven se lance alors deux fois par semaine avec ses auteurs et autrices dans des ateliers d'écriture assurés en live sur le réseau social Instagram dans le but de faire naître des vocations parmi la population confinée et de permettre à chaque personne y aspirant de « croire en ses capacités d'écriture ».
Parmi les livres remarqués, Confusions de Marie Tanguy, La Sainte touche de Djamel Cherigui et Les Réveilleurs de soleil d'Oxmo Puccino, attirent l'attention de la critique et du public.
La Grenade gagne le prix de la création éditoriale des Trophées de l'édition-Livres Hebdo pour l'année 2020.

## Œuvres
- Grand frère, Paris, Éditions Philippe Rey, 2017, 271 p. (ISBN 978-2-84876-624-9) – prix Première 2018, prix Régine-Deforges 2018, prix Goncourt du premier roman 2018
- Les Innocents, Grasset, 2022, 424 p. (ISBN 9782246823278)
- Rien de personnel, JC Lattès, 2024, 200 p.  (ISBN 9782709670203)